# Robert LaSardo
Robert Lasardo, né le 20 septembre 1963 à New York, est un acteur américain. Bien qu'il soit d'origine italo-américaine, il joue souvent des rôles de gangsters hispaniques.

## Biographie
LaSardo est né à Brooklyn, New York. Il a fait ses études au High School of Performing Arts, étant un élève excellent. Puis, il a poursuivi ses études au Stella Adler Studio of Acting. 
Il a passé quatre ans dans United States Navy. En raison de son travail dans la marine américaine, il soutient USA Cares, une organisation qui soutient les familles des soldats,. 

## Filmographie

### Cinéma
- 1989 : Flic et Rebelle : Le dealer
- 1990 : Échec et Mort : Le braqueur au couteau
- 1990 : The King of New York : Un gangster à la table d'Artie
- 1994 : Drop Zone : Député Dog
- 1996 : Tiger Heart (en) : Paulo
- 1996 : Flics sans scrupules : Sarakasian
- 1997 : Le Veilleur de Nuit (Nightwatch) : L'un des voyous dans un bar
- 1997 : Double Frappe : Rodriguez
- 1998 : Strangeland de John Pieplow  : conducteur de la remorqueuses
- 1999 : Flic de haut vol : Le suspect aux menottes trop serrées
- 1999 : Wishmaster 2 : Gries
- 2003 : In Hell de Ringo Lam  : Usup
- 2005 : Dirty de Chris Fisher :  Roland
- 2007 : Mission Alcatraz 2 Rivera
- 2008 : Course à la mort : Grimm
- 2008 : Tortured : Mo
- 2008 : Autopsy : Scott
- 2015 : Jurassic City : Coporal Ignacio
- 2015 : The Human Centipede 3 (Final Sequence) : Prisonnier 297
- 2018 : La Mule de Clint Eastwood : Emilio

### Télévision
1996 : Pacific Blue (episod3 pilote) : un voleur de voiture 
- 1999 : Le Flic de Shanghaï : Hector Flores
- 1993 : Le Rebelle S02E20-21 : Scott Zane (Un chasseur de primes)
- 2000 : X-Files (épisode Maleeni le Prodigieux) : Cissy Alvarez
- 2002 : The Shield : Jojo Rizal
- 2002 : Les Angles du Bonheur : Flores
- 2002 à la télévision Fastlane : 1 épisode : Shadow.
- 2003 - 2004, 2006 et 2008 : Nip/Tuck : Escobar Gallardo
- 2005 : Ghost Whisperer : Julian Borgia (saison 1, épisodes 7 et 8)
- 2005 : Cold Case : Affaires classées : Jesus Torres
- 2006 : Hôpital central : Manny Ruiz, Mateo Ruiz
- 2006 : Mind of Mencia (en) : Paulie Serrano
- 2006 et 2011: Les Experts : Miami : Memo Fierro, le chef du gang la Mala Noche (3 episodes)
- 2006 : Bones : Miguel Villeda
- 2006 : Numb3rs
- 2008 : Les Experts : Emilio Alvarado Chef de bande (Saison 8 épisode 12 Pris en grippe (Grissom's Divine Comedy))
- 2009 : Life : Buscando Maldito
- 2010 : Chase : Eduardo López 'El lobo' saison 1, épisode 2

## Voix françaises
- José Luccioni[4] dans :
  - Dirty
  - Mission Alcatraz 2
  - Tortured
  - Psych: The Movie
  - Nip/Tuck
  - Ghost Whisperer
  - Life
- Emmanuel Karsen[4] dans :
  - The Shield
  - Cold Case : Affaires classées
  - US Marshals : Protection de témoins
- Vincent Violette[4] dans : 
  - X-Files : Aux frontières du réel
  - New York Police Blues
- Sam Salhi[4] dans : 
  - Les Experts : Miami  (1ere voix) 
  - Les experts
- Daniel Russo dans Flic et Rebelle
- Lionel Henry dans Échec et Mort
- Serge Faliu dans Le Veilleur de nuit
- Guy Vercourt dans The Human Centipede III (Final Sequence)
- Olivier Peissel[4] dans La Mule
- Laurent Morteau[4] dans Blind Justice
- Jean-Marc Charrier[4] dans Les Experts : Miami  (2eme voix)